# Des Plaines (rzeka)

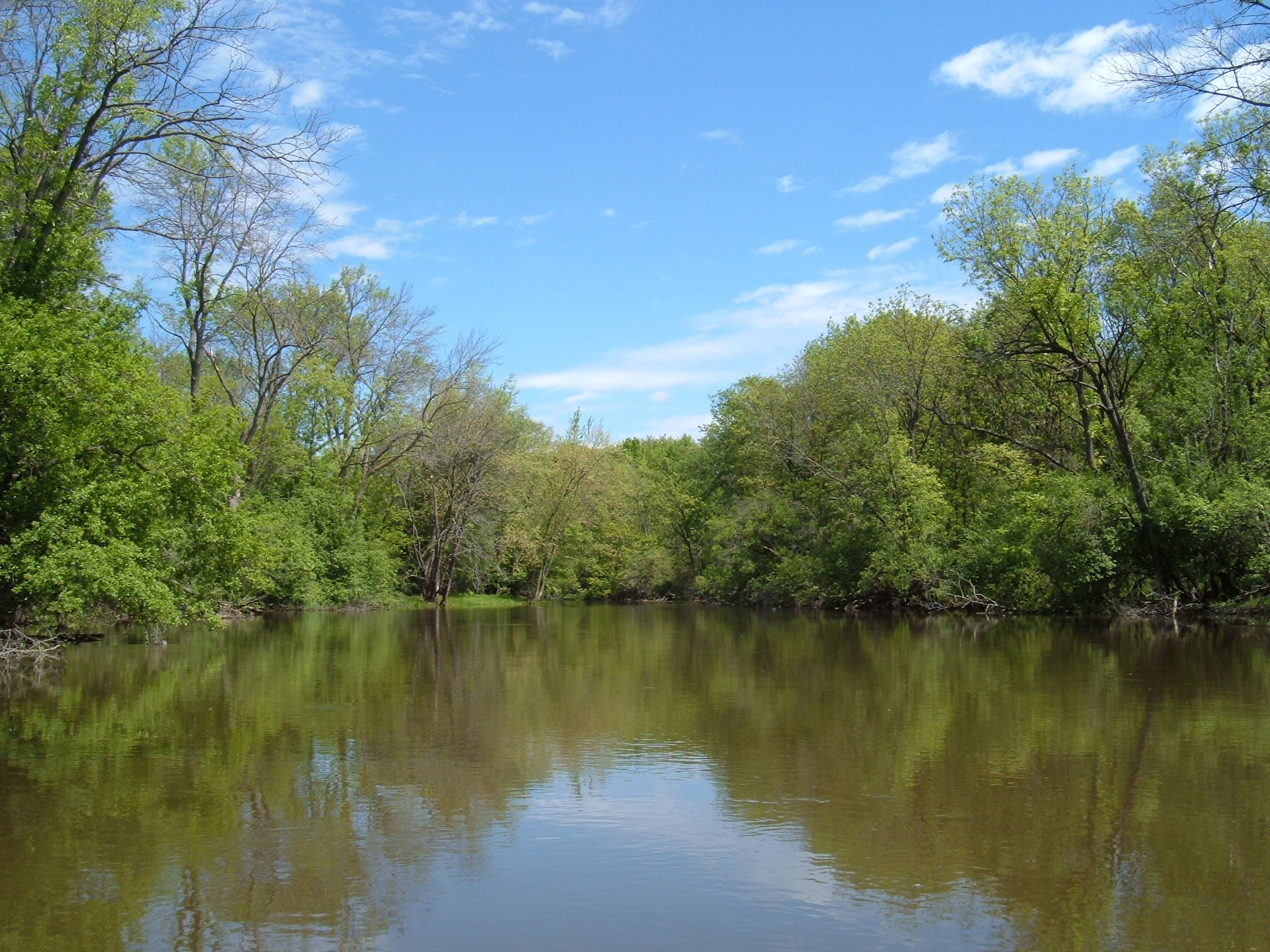
Des Plaines w pobliżu Chicago

Des Plaines – rzeka w USA w południowej części stanu Wisconsin i północnej stanu Illinois. Ma długość 150 mil (241 km) na obszarze środkowego zachodu Stanów Zjednoczonych, uchodząc do rzeki Kankakee na zachód od miejscowości Channahon, tworząc wraz z nią rzekę Illinois, dopływ Missisipi. Des Plaines w języku francuskim oznacza „pola” lub „prerie”. Rzeka była drogą wodną Indian, którzy – wykorzystując przenoskę na obszarze dzisiejszej metropolii chicagowskiej – przemieszczali się z jeziora Michigan na zachód, do rzek Missisipi i Missouri. Nazwa pochodzi z czasów francuskiej eksploracji i kolonizacji Nowego Świata.

## Bieg rzeki
Wolno płynąca Des Plaines ma swe źródła w południowym Wisconsin na zachód od miasta Kenosha, skąd kieruje się na południe, poprzez bagniste obszary na granicy stanu Illinois. Tam zmienia kierunek na wschodni przepływając przez zalesione obszary pasa ochronnego hrabstw Lake i Cook, a także przez miasteczko Des Plaines na północny zachód od Chicago. Następnie rzeka skręca na południowy zachód, by (jako kanał sanitarny metropolii chicagowskiej) w pobliżu miejscowości Joliet połączyć się z rzeką Kankakee, tworząc wraz z nią rzekę Illinois.
Des Plaines po części zachowała swój naturalny stan i na tych odcinkach służy zarówno ochronie krajobrazowej, jak i rekreacji, podczas gdy na innych, znacznie zmodyfikowanych odcinkach, służy celom przemysłowym, transportowym, a także jako kanał drenujący.
W roku 1905 oryginalne koryto rzeki zostało – na wysokości Lockport – skierowane na zachód, co wiązało się z budową chicagowskiego kanału sanitarnego.
Według Chicago Wilderness Magazine Des Plaines, przemierzając na swej drodze cztery hrabstwa stanu Illinois, „zmienia się z preriowego potoku w podmiejski strumień, następnie w sporą miejską rzekę, aż wreszcie w ważną dla przemysłu drogę wodną”.
Odcinki rzeki w hrabstwach Lake i Cook to pas ochronny przyrody w postaci „niemal ciągłej zielonej drogi biegnącej przez całe hrabstwo Lake i północną część hrabstwa Cook”. Nie brak wprawdzie pochylni dla kajaków i canoe, ale „brak pochylni dla łodzi motorowych czyni tę długą rzekę cichą i przyjazną”. Ta droga wodna wchodzi w skład szlaku Des Plaines, wielofunkcyjnego szlaku biegnącego wzdłuż rzeki Des Plaines przez wymienione hrabstwa.

## Des Plaines River Bridge

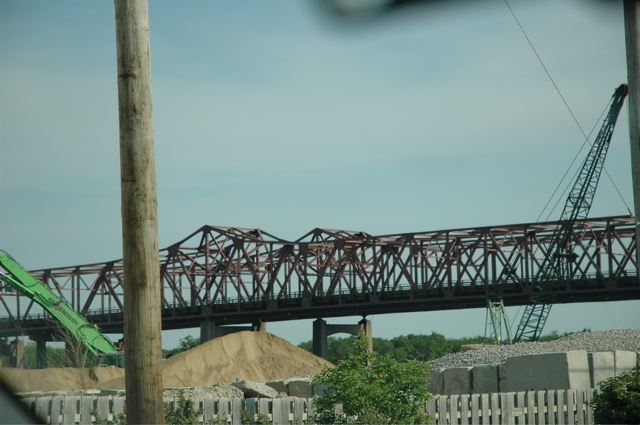
Most nad Des Plaines w Joliet, IL

Des Plaines River Bridge w Joliet jest mostem wspornikowym, sześciopasmowym (trzy pasma ruchy w kierunku wschodnim i trzy w kierunku zachodnim) i stanowi element autostrady międzystanowej nr 80.
Most znajduje się na południowych obrzeżach Joliet i łączy drogi stanowe nr 6 i nr 53 (tzw. Illinois Route 53).

## Próby zapobiegania wylewom
Na terenie hrabstw Lake i Cook wzniesiono na rzece szereg niewielkich zapór, lecz nie zapobiega to w sposób skuteczny powtarzającym się wylewom. Współczesny raport nt zapobiegania powodziom podkreśla, że wylewy rzeki Des Plaines River powodują poważne zniszczenia i szkody gospodarcze. Największa z dotychczas odnotowanych powodzi przyniosła – we wrześniu 1986 – szkody obliczane na 35 milionów USD w odniesieniu do 10,000 budynków i 263 biznesów. Faza I Projektu Kontroli Rzeki Des Plaines została wdrożona zgodnie z ustawą Water Resources Development Act z roku 1999. Projekt przewidywał pogłębianie koryta, wzniesienie dalszych zapór i zbiorników retencyjnych, zaś koszt przedsięwzięcia obliczano na 50.5 miliona USD (w 2002 roku). Wykonanie całości (w tym głębokiego tunelu) przewidziano na rok 2011.
Tymczasem 24 sierpnia 2007, rzeka wystąpiła z brzegów do wysokości około 3 metrów, a 14 września 2008 rzeka wylała ponownie po dwudniowej ulewie, która przyniosła 250 mm opadu